# GRANRODEOのハートに火をつけて
『GRANRODEOのハートに火をつけて』（グランロデオのハートにひをつけて）はTOKYO FMで放送されていた番組。パーソナリティはGRANRODEO。

## 概要
音楽ユニットGRANRODEOのKISHOWとe-ZUKAによるラジオ番組。

アルバムや音楽特集をしたり、リスナーからのメッセージを紹介するほか、無茶ブリに答えるなど週によってさまざまな内容を行う。
もともとは2010年4月からTOKYO FMで放送されていた『RADIO DRAGON』内のフロート番組ゾーン「Doors・火曜日」で『GRANRODEOのハートに火をつけて』として開始。いったん3ヶ月で幕を閉じる。

その後、2010年10月より同じ「Doors・火曜日」で『GRANRODEOの〝もっと〟ハートに火をつけて』として再開し、2年間放送。

2014年4月、『GRANRODEOのもっともハートに火をつけて』として再開し、2年間放送。

## 放送時間
GRANRODEOのハートに火をつけて
- （2010年04月 - 06月）毎週火曜日 21:20 - 21:40（RADIO DRAGON内）

GRANRODEOの〝もっと〟ハートに火をつけて
- （2010年10月 - 2012年09月）毎週火曜日 21:20 - 21:40（RADIO DRAGON内）

GRANRODEOのもっともハートに火をつけて
- （2014年04月 - 2015年03月）毎週火曜日 21:00 - 21:20
- （2015年04月 - 2016年03月）毎週金曜日 17:00 - 17:25